# Льянкиуэ (озеро)

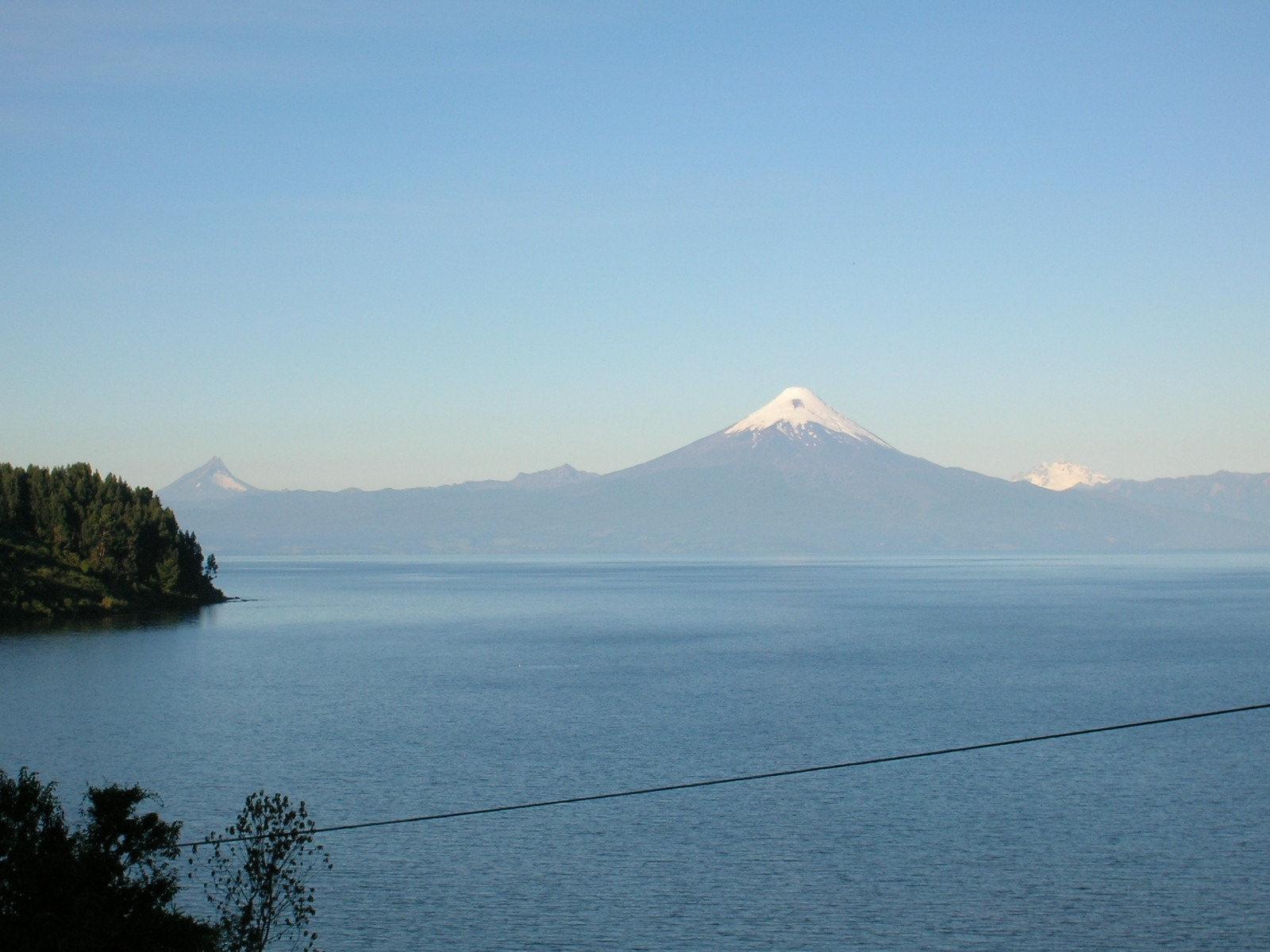
Вид на вулкан Осорно со стороны озера Льянкиуэ

Льянки́уэ (исп. lago Llanquihue) — озеро в провинции Льянкиуэ области Лос-Лагос Чили. Площадь около 740 квадратных километров, глубина до 108 метров (или площадь — 866 км², глубина — до 317 метров, или глубина — 1500 метров. Длина озера 35 км, ширина — 40 км. Сток в Тихий океан по реке Маульин.
Объём воды — 158,6 км³.
Озеро Льянкиуэ расположено в южной части среднего Чили у западных склонов Анд на высоте 51 метр над уровнем моря. С восточной стороны над зеркалом озера возвышаются вулканы Осорно (высотой 2652 метра) и Кальбуко (высотой 2003 метра).
Озеро имеет ледниковое происхождение. Ближайшим соседом на востоке является меньшее по размерам озеро Тодос-лос-Сантос. В не столь давние по геологическим меркам времена оба озера составляли единое целое, но затем в результате извержений вулканов Осорно и Кальбуко стали отдельными водоёмами.
На берегах озера расположены города Пуэрто-Варас, Пуэрто-Октай и Фрутильяр. Города были основаны в середине XIX века немецкими колонистами и их жители всё ещё сохраняют немецкие традиции. В настоящее время — важные туристические и бальнеологические центры.